# Alain Baroja
Alain Baroja (Caracas, 23 ottobre 1989) è un calciatore venezuelano, portiere dell'Always Ready e della nazionale venezuelana.

## Carriera

### Club
Ha giocato nella prima divisione venezuelana, in quella greca ed in quella uruguaiana.

### Nazionale
Nel 2012 ha esordito nella nazionale venezuelana, con la quale nel 2015 ha anche partecipato alla Coppa America.

## Statistiche

### Cronologia presenze e reti in nazionale
| Cronologia completa delle presenze e delle reti in nazionale ― Venezuela | Cronologia completa delle presenze e delle reti in nazionale ― Venezuela | Cronologia completa delle presenze e delle reti in nazionale ― Venezuela | Cronologia completa delle presenze e delle reti in nazionale ― Venezuela | Cronologia completa delle presenze e delle reti in nazionale ― Venezuela | Cronologia completa delle presenze e delle reti in nazionale ― Venezuela | Cronologia completa delle presenze e delle reti in nazionale ― Venezuela | Cronologia completa delle presenze e delle reti in nazionale ― Venezuela |
| Data                                                                     | Città                                                                    | In casa                                                                  | Risultato                                                                | Ospiti                                                                   | Competizione                                                             | Reti                                                                     | Note                                                                     |
| ------------------------------------------------------------------------ | ------------------------------------------------------------------------ | ------------------------------------------------------------------------ | ------------------------------------------------------------------------ | ------------------------------------------------------------------------ | ------------------------------------------------------------------------ | ------------------------------------------------------------------------ | ------------------------------------------------------------------------ |
| 5-2-2015                                                                 | San Pedro Sula                                                           | Honduras                                                                 | 2 – 3                                                                    | Venezuela                                                                | Amichevole                                                               | -2                                                                       |                                                                          |
| 12-5-2015                                                                | Barinas                                                                  | Venezuela                                                                | 2 – 1                                                                    | Honduras                                                                 | Amichevole                                                               | -1                                                                       |                                                                          |
| 31-3-2015                                                                | Fort Lauderdale                                                          | Perù                                                                     | 0 – 1                                                                    | Venezuela                                                                | Amichevole                                                               | -                                                                        |                                                                          |
| 14-6-2015                                                                | Rancagua                                                                 | Colombia                                                                 | 0 – 1                                                                    | Venezuela                                                                | Coppa America 2015 - 1º turno                                            | -                                                                        |                                                                          |
| 18-6-2015                                                                | Valparaíso                                                               | Perù                                                                     | 1 – 0                                                                    | Venezuela                                                                | Coppa America 2015 - 1º turno                                            | -1                                                                       |                                                                          |
| 21-6-2015                                                                | Santiago del Cile                                                        | Brasile                                                                  | 2 – 1                                                                    | Venezuela                                                                | Coppa America 2015 - 1º turno                                            | -2                                                                       |                                                                          |
| 4-9-2015                                                                 | Puerto Ordaz                                                             | Venezuela                                                                | 0 – 3                                                                    | Honduras                                                                 | Amichevole                                                               | -3                                                                       |                                                                          |
| 8-9-2015                                                                 | Puerto Ordaz                                                             | Venezuela                                                                | 1 – 1                                                                    | Panama                                                                   | Amichevole                                                               | -1                                                                       |                                                                          |
| 8-10-2015                                                                | Puerto Ordaz                                                             | Venezuela                                                                | 0 – 1                                                                    | Paraguay                                                                 | Qual. Mondiali 2018                                                      | -1                                                                       |                                                                          |
| 13-10-2015                                                               | Fortaleza                                                                | Brasile                                                                  | 3 – 1                                                                    | Venezuela                                                                | Qual. Mondiali 2018                                                      | -3                                                                       |                                                                          |
| 12-11-2015                                                               | La Paz                                                                   | Bolivia                                                                  | 4 – 2                                                                    | Venezuela                                                                | Qual. Mondiali 2018                                                      | -4                                                                       |                                                                          |
| 17-11-2015                                                               | Puerto Ordaz                                                             | Venezuela                                                                | 1 – 3                                                                    | Ecuador                                                                  | Qual. Mondiali 2018                                                      | -3                                                                       |                                                                          |
| 24-3-2016                                                                | Lima                                                                     | Perù                                                                     | 2 – 2                                                                    | Venezuela                                                                | Qual. Mondiali 2018                                                      | -2                                                                       | 90’                                                                      |
| 9-6-2017                                                                 | Boca Raton                                                               | Ecuador                                                                  | 1 – 1                                                                    | Venezuela                                                                | Amichevole                                                               | -                                                                        | 46’                                                                      |
| 24-3-2023                                                                | Gedda                                                                    | Arabia Saudita                                                           | 1 – 2                                                                    | Venezuela                                                                | Amichevole                                                               | -1                                                                       |                                                                          |
| Totale                                                                   |                                                                          | Presenze                                                                 | 15                                                                       |                                                                          | Reti                                                                     | -24                                                                      |                                                                          |

## Palmarès

### Club

#### Competizioni nazionali
- Copa Venezuela: 1

Caracas: 2013
- Coppa di Grecia: 1

AEK Atene: 2015-2016